# Maksim Romáschenko
Maksim Yúrievich Romáschenko (Pavlogrado, Unión Soviética, 31 de julio de 1976) es un exfutbolista bielorruso aunque ucraniano de nacimiento. que jugaba en el FC Jimki de la Liga Nacional de Fútbol de Rusia.
Sus hermanos también son futbolista, Nikita y Miroslav. Es el jugador que más goles ha marcado con la selección de fútbol de Bielorrusia, y es considerado una de las máximas figuras del fútbol bielorruso junto a otros jugadores como Aliaksandr Hleb o Serguéi Aleinikov.

## Clubes
| Club                 | País        | Año         | Partidos | Goles |
| PFC Oleksandria      | Ucrania     | 1993        | 17       | 2     |
| FK Transmash Mogilev | Bielorrusia | 1993 - 1994 | 15       | 1     |
| FC Bobruisk          | Bielorrusia | 1994        | 1        | 0     |
| FC Slavia-Mozyr      | Bielorrusia | 1995 - 1996 | 58       | 21    |
| FC Dinamo Moscú      | Rusia       | 1997 - 2000 | 89       | 15    |
| Gaziantepspor        | Turquía     | 2000 - 2003 | 62       | 20    |
| Trabzonspor          | Turquía     | 2003 - 2004 | 20       | 6     |
| FC Dinamo Moscú      | Rusia       | 2004 - 2006 | 43       | 9     |
| FC Torpedo Moscú     | Rusia       | 2007        | 27       | 15    |
| Bursaspor            | Turquía     | 2008 - 2009 | 36       | 4     |
| FC Jimki             | Rusia       | 2009        | 8        | 0     |
| FC Salyut Belgorod   | Rusia       | 2010        | 10       | 1     |
| FC Dinamo Briansk    | Rusia       | 2010 - 2012 | 52       | 9     |
| FC Jimki             | Rusia       | 2012 - 2013 | 0        | 0     |

## Palmarés
FC Slavia-Mozyr
- Vysshaya Liga: 1996

Trabzonspor
- Copa de Turquía: 2004

- Datos: Q266461